# فالدير روب
فالدير روب (من مواليد 24 أغسطس 1955) سياسي برازيلي. مثل روندونيا في مجلس الشيوخ الفيدرالي منذ عام 2003. وشغل سابقًا منصب حاكم روندونيا من 1995 إلى 1999. وهو عضو في حزب الحركة الديمقراطية البرازيلية.